# Осипова, Наталья Сергеевна
Наталья Сергеевна Осипова (26 декабря 1990, Димитровград, Ульяновская область) — российская футболистка, защитница клуба «Крылья Советов». Выступала за сборную России. Мастер спорта России международного класса (2016).

## Биография

### Клубная карьера
Воспитанница УОР «Россиянка» (Звенигород).
В начале карьеры выступала в высшей лиге России за клуб «Звезда» (Звенигород). В 2011 году перешла в «Зоркий», в его составе становилась чемпионкой (2012/13) и серебряным призёром (2011/12) чемпионата России, финалисткой Кубка страны (2012). В 2013 году перешла в «Россиянку», с которой в 2015 году завоевала серебряные награды чемпионата.
С 2016 года выступала за «Рязань-ВДВ». Становилась чемпионкой (2018), серебряным (2017) и бронзовым (2016) призёром чемпионата России, финалисткой Кубка России (2018). Пропустила сезон 2020 года, с 2021 по 2024 год играла за клуб «Звезда-2005» (Пермь). В январе 2025 года перешла в «Крылья Советов».
В составе «Зоркого», «Россиянки» и «Рязани» принимала участие в матчах еврокубков.

### Карьера в сборной
Выступала за юношескую и молодёжную сборную России.
В национальной сборной России дебютировала 14 февраля 2013 года в товарищеском матче против Финляндии, выйдя на замену в перерыве. В апреле 2015 года приняла участие в двух контрольных матчах против Южной Кореи. Всего в 2013—2015 годах приняла участие в трёх товарищеских матчах.
В составе студенческой сборной России стала серебряным призёром Универсиады 2015 года. Также принимала участие в Универсиаде 2013 года, где сборная России заняла девятое место.